# Julius Perlis
Julius Perlis (19 de enero de 1880, Białystok (Polonia, entonces Imperio Ruso) – 11 de septiembre de 1913, Ennstal) fue un jugador de ajedrez austríaco, activo durante la primera década del siglo XX.
Su carrera ajedrecística se truncó cuando le llegó la muerte en un accidente, mientras practicaba montañismo en los Alpes en 1913, a la edad de 33 años.

## Partidas notables
- Géza Maroczy vs Julius Perlis, Viena 1904, Torneo temático, gambito de rey rechazado, variando clásica, C30, 0-1
- Rudolf Spielmann vs Julius Perlis, Barmen 1905, gambito de rey rechazado, variando clásica, C30, 0-1
- Julius Perlis vs Frank James Marshall, Viena 1908, Torneo Trebitsch, defensa francesa, C00, 1-0
- Julius Perlis vs Eugene Znosko-Borovsky, Sant Petersburgo 1909, defensa francesa, C00, 1-0